# Dream (YouTuber)
Dream, tên thật là Clay (sinh ngày 12 tháng 8 năm 1999), là một YouTuber người Mỹ và streamer trên Twitch. Anh là một nhà sáng tạo nội dung về Minecraft nổi tiếng.
Dream bắt đầu đăng tải video trên YouTube vào năm 2014 nhưng chưa có tiến triển đáng kể cho đến năm 2019, Dream tạo ra thử thách "Minecraft Manhunt" giúp cho kênh của anh trở nên nổi tiếng, tuy nhiên một số người đã tìm ra bằng chứng nói rằng anh gian lận trong Minecraft, về sau anh giải thích là không cố ý gian lận. Năm 2020, Dream cùng với GeorgeNotFound tạo ra Dream SMP, một Máy chủ Minecraft trong đó người chơi và nhiều người sáng tạo nội dung Minecraft nhập vai thành phiên bản hư cấu của họ trong bối cảnh một cốt truyện tổng thể lỏng lẻo.
Đây là chủ đề của một trong những loạt web Minecraft phổ biến nhất, thu hút nhiều người tham gia phát trực tiếp trên Twitch và YouTube.
Vào ngày 2 tháng 10 năm 2022, sau nhiều năm giấu mặt, Dream đã làm một video tiết lộ mặt của mình, tuy nhiên do nhiều vấp phải những phản ứng tiêu cực nên anh đành phải xóa video này.Tuy nhiên , video tiết lộ khuôn mặt của anh ấy vẫn ở trên Youtube nhưng lại không rõ nguyên nhân tại sao 

## Sự nghiệp

### YouTuber
Dream đã tạo tài khoản YouTube của mình vào ngày 8 tháng 2 năm 2014. Video đầu tiên anh đăng tải lên YouTube có tiêu đề "this cursed Minecraft video will trigger you..."(video Minecraft bị nguyền rủa này sẽ làm bạn bực mình...) . Đến nay video này đạt 18 triệu lượt xem 
Vào tháng 7 năm 2019, Dream đăng tải video anh tìm ra seed thế giới trong Minecraft mà PewDiePie đang chơi lúc đó bằng cách sử dụng các kỹ thuật đảo ngược mà Dream đã học được từ các diễn đàn trực tuyến trên mạng xã hội  hiện nay video này đã đạt được 4,5 triệu lượt xem

#### Minecraft Manhunt
Các video phổ biến nhất của Dream chủ yếu liên quan đến "Minecraft Manhunt", một series game thử thách trong đó người chơi phải thoát khỏi sự truy đuổi và cản trở của các người chơi khác, thường được gọi là thợ săn, đi đến The End để đánh bại Ender Dragon và giành chiến thắng mà không chết dù chỉ 1 lần. Video "Minecraft Manhunt" đầu tiên đã được đăng tải vào ngày 26 tháng 12 năm 2019. Các video tiếp cũng đã được đăng tải đến tập cuối cùng vào ngày 26 tháng 3 năm 2022.
Video liên quan đến series "Minecraft Manhunt"  phổ biến nhất hiện tại là "Minecraft Speedrunner VS 3 Hunters GRAND FINALE" (Speedruner Minecraft đấu với 3 thợ săn kết thúc hoàng tráng) hiện tại video này đã có hơn 130 triệu lượt xem, trở thành video game Minecraft có nhiều lượt xem nhất trên Youtube.

### Dream SMP
Năm 2020, Dream cùng với GeorgeNotFound tạo ra Dream SMP, một Máy chủ Minecraft trong đó người chơi và nhiều người sáng tạo nội dung Minecraft nhập vai thành phiên bản hư cấu của họ trong bối cảnh một cốt truyện tổng thể lỏng lẻo.

### Tham gia Các cuộc thi MC Championship
Trong suốt năm 2020, Dream là người tham gia nổi bật trong "MC Championship", một cuộc thi Minecraft hàng tháng do Noxcrew tổ chức. Anh đã đứng đầu trong cả hai mùa giải thứ thứ 8 và 11. Vào tháng 10 năm 2020, trong Giải vô địch MC lần thứ 3, anh đã phát từ thiện và quyên góp được khoảng 3400 Đô la Mỹ.

### Dream music
Vào ngày 4 tháng 2 năm 2021, Dream tạo tài khoản Youtube "Dream Music" để phát hành bài hát đầu tiên của mình, mang tên "Roadtrip", hợp tác với PmBata, thu hút hơn 30 triệu lượt xem (tính đến cuối tháng 7/2023) . Vào ngày 20 tháng 5 năm 2021, Dream phát hành bài hát thứ hai của mình, mang tên "Mask", thu được hơn 24,7 triệu lượt xem trên YouTube.

### Dream Burger
Vào ngày 26 tháng 4 năm 2021, Dream hợp tác với cửa hàng đồ ăn nhanh của MrBeast để phát hành và đưa Dream Burger, một loại Burger đặc biệt, lên ứng dụng bán hàng MrBeast Burger..

## Giải thưởng
| Năm  | Giải thưởng     | Thể loại                 | Kết quả   | tham khảo |
| ---- | --------------- | ------------------------ | --------- | --------- |
| 2020 | Streamy Awards  | Game thủ hay nhất        | Đoạt giải | [ 26 ]    |
| 2020 | Streamy Awards  | Nhà sáng tạo đột phá     | Đề cử     | [ 26 ]    |
| 2021 | Streamy Awards  | Game thủ hay nhất        | Đoạt giải | [ 27 ]    |
| 2021 | Streamy Awards  | Nhà sáng tạo của năm     | Đề cử     | [ 27 ]    |
| 2021 | The Game Awards | Nhà tạo nội dụng của năm | Đoạt giải | [ 28 ]    |
| 2022 | Streamy Awards  | Nhà sáng tạo của năm     | Đề cử     | [ 29 ]    |
| 2022 | Streamy Awards  | Game thủ hay nhất        | Đề cử     | [ 29 ]    |

| Tổ chức trao thưởng    | Năm  | Kỉ lục                                                | Tình trạng     | Tham khảo |
| ---------------------- | ---- | ----------------------------------------------------- | -------------- | --------- |
| Guinness World Records | 2022 | Kênh Minecraft có Nhiều người đăng ký nhất            | Vẫn còn kỉ lục | [ 30 ]    |
| Guinness World Records | 2022 | Video game Minecraft được xem nhiều nhất trên YouTube | Vẫn còn kỉ lục | [ 30 ]    |